# Paul Akouokou
Paul Akouokou, aussi appelé Paul, en référence au nom floqué sur son maillot, né le 20 décembre 1997 à Abidjan, est un footballeur international ivoirien, qui joue au poste de milieu défensif à l'Olympique lyonnais.

## Biographie

### En club
Paul Akouokou débute le football à Abidjan, sa ville natale. Il joue ensuite dans le club burkinabé du Majestic SC puis rejoint en 2016 l'Europe et l'Ekenäs IF, un club de deuxième division finlandaise. Il effectue alors un court essai avec le SCO d'Angers.
Il est alors prêté à deux reprises en Israël au Beitar Jérusalem puis à l'Hapoël Rishon LeZion.
En 2018, il rejoint le Betis Deportivo, la réserve du Betis Séville. Après des débuts freinés par un problème administratif puis par une fracture du nez, il s'impose comme un élément clé de l'équipe réserve. En 2020, Akouokou mène le Deportivo à la promotion en troisième division.
Le 20 septembre 2020, il fait ses débuts avec le Real Betis en Liga, en entrant en jeu dans le temps additionnel face au Real Valladolid. Il devient alors le premier joueur ivoirien à porter le maillot verdiblanco. Son contrat est rapidement prolongé jusqu'en 2024.
En février 2023, alors qu'il est peu utilisé par Manuel Pellegrini, Akouokou est opéré de l'appendicite.
Peu utilisé au Betis Séville, avec seulement quarante-quatre apparitions en près de trois ans, il décide à l'intersaison 2023 de se trouver une porte de sortie. Paul Akouokou signe à l'OL à la fin du mois d'août 2023 jusqu'en juin 2027 contre 3 millions d'euros. Alors qu'il n'a disputé que dix matchs depuis son arrivée au club un an et demi plus tôt, Paul Akouokou est, à la surprise générale, titularisé le 10 avril 2025 pour le quart de finale aller de Ligue Europa opposant l'Olympique lyonnais à Manchester United, en lieu et place de Nemanja Matic. Lyon obtiendra finalement le nul 2-2.

### En sélection
En mars 2022, Akouokou est convoqué pour la première fois en équipe de Côte d'Ivoire par Patrice Beaumelle pour les matchs amicaux face à la France et l'Angleterre. Le 25 mars, il honore sa première sélection en remplaçant Ibrahim Sangaré à un quart du terme de la rencontre face à la France. Il joue quelques minutes face aux Anglais puis lors de deux matchs de qualification à la CAN 2023 face à la Zambie et le Lesotho, au mois de juin de la même année.